# Øsel-Wiek bispedømme
Øsel-Wiek bispedømme (estisk: Saare-Lääne piiskopkond; tysk: Bistum Ösel-Wiek; nedertysk (plattysk): Bisdom Ösel-Wiek; latin: Ecclesia Osiliensis) var et delvist selvstændigt romersk-katolsk bispedømme i områderne Wiek (estisk: Läänemaa) og Øsel (estisk: Saaremaa) i den vestlige del af Estland.
Bispedømmet blev oprettet som en del af Tysk-Romerske Rige den 1. oktober 1228. Bispedømmet udgjorde et af de fem medlemmer af det Liviske Forbund. Biskoppen var tillige ridder af Den Tyske Orden og regerede over dettes besiddelser inden for bispedømmets områder.
Biskoppens residens flyttede med tiden til Leal (estisk: Lihula), Perona (estisk: Vana-Pärnu, oversat: Gamle-Pärnu), Haapsalu og til sidst til Arensburg (estisk: Kuressaare) på øen Øsel (Saaremaa); domkirken og domkapitlet forblev i Haapsalu. Administrativt var bispedømmet delt i to forvaltningsområder (advocaciae, vogteien, det vil sige fogderier).
Bispedømmet ophørte at eksistere 1560, da den sidste fyrstbiskop, Johannes V von Münchhausen, solgte det til Frederik 2. af Danmark. Kongens yngre broder Magnus var hertug af Holsten og blev udnævnt til biskop den 13. maj 1560, skønt han var luthersk. Danmark overlod Wiek (Läänemaa) til Polen-Litauen mod at få overdraget de dele af Øsel, som havde tilhørt Den Liviske Orden.

## Biskopper og fyrster
- Gottfried, 1228–29, levede endnu i 1257
- ubesat
- Heinrich I, 1234–60
- Hermann I de Becheshovede (Buxhoevden), 1262–85?
- Heinrich II, 1290–94
- ubesat
- Konrad I 1297?–1307?
- ubesat
- Hartung, 1310–21
- Jakob, 1322–37
- Hermann II Osenbrügge (de Osenbrygge), 1338–62
- Konrad II, 1363–74
- Heinrich III, 1374–81
- ubesat
- Winrich von Kniprode, 1385–1419
- Caspar Schuwenflug, 1420–23
- Christian Kuband, 1423–32
- Johannes I Schutte, 1432–38
- Johannes II Creul (Kreuwel), 1439 de jure –57 (de facto fra 1449 i Wiek som yngre biskop) med
- Ludolf Grove, 1449–58 (de facto 1439, fra 1449 på Øsel og Dagø som ældre biskop)
- Jodokus Hoenstein, 1458–71
- Peter Wetberg, 1471–91
- Johannes III Orgas (Orgies), 1492–1515
- Johannes IV Kyvel (Kievel), 1515–27
- Georg von Tiesenhausen, 1528–30
- Reinhold von Buxhoevden, 1532–41, døde 1557
- Johannes V von Münchhausen, 1542–60
- Magnus af Øsel (tillige dansk prins og hertug af Holsten), 1560–72 (protestantisk biskop, døde 1583)

58°14′49″N 22°28′46″Ø / 58.246919°N 22.479444°Ø